# Сабинин, Дмитрий Анатольевич
Дми́трий Анато́льевич Саби́нин (1889—1951) — советский ботаник, физиолог растений, проректор (1923—1924), заведующий кафедрой физиологии растений (1924—1929) Пермского университета, заведующий кафедрой физиологии растений МГУ (1932—1948), заведующий лабораторией Института физиологии растений АН СССР (1938—1941).

## Биография
Родился 17 (29) ноября 1889 года в Петербурге.
В 1913 году окончил Императорский Санкт-Петербургский университет.
В 1918 году приглашен в Пермский университет старшим ассистентом на кафедру физиологии растений. Участвовал в создании физиологической лаборатории, в работе Камской биологической станции и Биологического научно-исследовательского института при Пермском университете. В 1923 году получил звание профессора и через год был назначен заведующим кафедрой физиологии растений.
С февраля 1923 по 17 декабря 1924 — проректор (заведующий научно-учебной частью) Пермского университета.
С 1929 года — заведующий лабораторией НИИ хлопководства в Ташкенте, с 1932 года — заведующий лабораторией Всесоюзного института удобрений, агрохимии и агропочвоведения.
В 1932—1948 годах — профессор и заведующий кафедрой МГУ. Находясь на преподавательской работе в МГУ, свыше десяти лет открыто критиковал учение Т. Д. Лысенко.
В 1938—1941 годах — заведующий лабораторией Института физиологии растений АН СССР.
В 1948 году — директор Ботанического сада МГУ. После августовской сессии ВАСХНИЛ 1948 года освобождён от заведования ботаническим садом и кафедрой физиологии растений биологического факультета приказом министра высшего образования СССР № 1208 от 23 августа 1948 г. «за борьбу против мичуринцев».
В 1949—1951 годах возглавлял Черноморскую станцию Института океанологии АН СССР.
Совершил самоубийство в 1951 году в Голубой бухте близ Геленджика (застрелился).
Дочь Марина (1917—2000) — музыковед.
Сын Константин (1930—2017) —  ученый, океанолог-акустик.

## Научная деятельность
Один из крупнейших фитофизиологов XX века, который первым среди биологов ещё в начале 1940-х гг. понял огромную роль нуклеиновых кислот в онтогенезе растений. Его классические работы по минеральному питанию, в которых он обосновал специфическую роль корня не только как пассивного органа, выполняющего функции поглощения воды и минеральных веществ, но и важнейшей биохимической лаборатории растения, — значительные этапы в развитии физиологии растений как науки. В 1945 году за монографию «Минеральное питание растений» (1940) удостоен Президиумом АН СССР премии им. К. А. Тимирязева.
Д. А. Сабинин воспитал плеяду учеников, сыгравших огромную роль в послевоенном развитии физиологии растений в СССР: М. А. Али-Заде, С. С. Андреенко, Т. Ф. Андреева, С. С. Баславская, А. К. Белоусова, П. А. Генкель, В. Н. Жолкевич, М. Г. Зайцева, И. И. Колосов, Л. И. Красовский, Б. Г. Минина, Н. Г. Потапов, Ю. А. Самыгин, О. А. Семихатова, Н. 3. Станков, О. М. Трубецкова, А. Ф. Клешнин, Н. К. Тильгор, О. Ф. Туева, Ю. Л. Цельникер, В. В. Церлинг, М. Б. Штернберг и многие другие.

## Основные работы
- Минеральное питание растений. М., 1940;
- Физиологические основы питания растений. М., 1955;
- Физиология развития растений. М., 1963;
- Избранные труды по минеральному питанию растений. М., 1971.

## Память
Похоронен на территории Южного отделения (в прошлом — Черноморской станции) Института океанологии в Голубой бухте.
В 1989 году, учитывая значение Д. А. Сабинина в восстановлении и развитии отечественной биологии, его плодотворную педагогическую деятельность как профессора Московского университета, Учёный Совет биологического факультета в 100-летний юбилея со дня его рождения учредил для сотрудников факультета ежегодную премию за лучшую работу по биологии, присуждаемую исследователям или исследовательским коллективам.
В 2005 году Крымской Астрофизической обсерваторией вновь открытой малой планете (зарегистрирована в международном каталоге под номеров 6591) присвоено имя «Сабинин» в честь Дмитрия Анатольевича Сабинина
В честь Дмитрия Анатольевича назван род растений Sabinia Theodorova (2018) — Сабиния [=Caroxylon Thunb.].